# NGC 7639
NGC 7639 (другие обозначения — IC 1485, PGC 71256, MCG 2-59-32, ZWG 431.50, NPM1G +11.0570) — галактика в созвездии Пегас.
Этот объект входит в число перечисленных в оригинальной редакции «Нового общего каталога».